# Dishnicë
Dishnicë is een plaats en voormalige gemeente in de stad (bashkia) Këlcyrë in de prefectuur Gjirokastër in Albanië. Sinds de gemeentelijke herindeling van 2015 doet Dishnicë dienst als deelgemeente en is het een bestuurseenheid zonder verdere bestuurlijke bevoegdheden. De plaats telde bij de census van 2011 1.159 inwoners.

## Bevolking
Volgens de volkstelling van 2011 telde de (voormalige) gemeente Dishnicë 1.159 inwoners. Dat is een halvering vergeleken met 2.289 inwoners op 1 april 2001. De bevolking nagenoeg uitsluitend uit etnische Albanezen.
Van de 1159 inwoners waren er 202 tussen de 0 en 14 jaar oud, 763 inwoners waren tussen de 15 en 64 jaar oud en 194 inwoners waren 65 jaar of ouder.

#### Religie
De islam is de grootste religie in Dishnicë. De meerderheid van de bevolking is van soennitische strekking, terwijl ruim een kwart tot het bektashisme behoort.
| Religieuze samenstelling in de plaats (bashki) Dishnicë | Religieuze samenstelling in de plaats (bashki) Dishnicë | Religieuze samenstelling in de plaats (bashki) Dishnicë | Religieuze samenstelling in de plaats (bashki) Dishnicë | Religieuze samenstelling in de plaats (bashki) Dishnicë | Religieuze samenstelling in de plaats (bashki) Dishnicë |
| Deelgemeente                                            | Aantal inwoners (census 2011)                           | Islam (%)                                               | Katholieke Kerk in Albanië (%)                          | Albanees-Orthodoxe Kerk (%)                             | Bektashi (%)                                            |
| ------------------------------------------------------- | ------------------------------------------------------- | ------------------------------------------------------- | ------------------------------------------------------- | ------------------------------------------------------- | ------------------------------------------------------- |
| Dishnicë                                                | 1.159                                                   | 50,91 procent                                           | -                                                       | 0,09 procent                                            | 25,97 procent                                           |

## Dorpen
De volgende dorpen waren tot 2015 onder het administratieve bestuur van Dishnicë: Beduqas, Tolar, Panarit, Riban, Varibop, Kuqar, Mërtinjë, Xhanaj, Bënjë, Fratar, Senican, Katundishtë, Leskovec, Gërdas and Kodrishtë